# Pulap Village
Pulap Village är en ort i Mikronesiska federationen.   Den ligger i kommunen Pollap Municipality och delstaten Chuuk, i den västra delen av landet, 1 000 km väster om huvudstaden Palikir. Pulap Village ligger 11 meter över havet och antalet invånare är 905.
Terrängen runt Pulap Village är mycket platt.  Pulap Village är det största samhället i trakten. 